# Прјоре (Потенца)
Прјоре (итал. Priore) је насеље у Италији у округу Потенца, региону Базиликата.
Према процени из 2011. у насељу је живело 30 становника. Насеље се налази на надморској висини од 786 м.